# Harvey Glance
Harvey Edward Glance (* 28. März 1957 in Phenix City, Alabama; † 12. Juni 2023 in Mesa, Arizona) war ein US-amerikanischer Leichtathlet, der in den späten 1970er und in den 1980er Jahren über 100 Meter erfolgreich war.

## Karriere
Harvey Glance gewann fünf Goldmedaillen als Mitglied der US-amerikanischen 4-mal-100-Meter-Staffel:
- bei den XXI. Olympischen Spielen 1976 in Montreal – im Einzelrennen über 100 Meter kam er in 10,19 s auf Platz vier,
- bei den Pan American Games 1979 in San Juan, wo er auch seine einzige Einzelmedaille – Silber über 100 Meter in 10,19 s hinter dem Kubaner Silvio Leonard in 10,13 s – gewann,
- beim IAAF World Cup 1985 in Canberra,
- bei den Pan American Games 1987 in Indianapolis und
- bei den Weltmeisterschaften 1987 in Rom.

Im Jahr 1976 lief er die 100 Meter zweimal in 9,9 s und egalisierte damit den Weltrekord.
Als Student der Auburn University gewann er drei NCAA-Meisterschaften: 1976 über 100 und 200 Meter (10,16 s bzw. 20,74 s) und 1977 über 100 Meter (10,22 s). Bei den AAU-Meisterschaften konnte er keinen Titel gewinnen. 1979 wurde er in 10,15 s Vizemeister und 1986 in 10,04 s Dritter.
Nach Beendigung seiner aktiven Laufbahn wurde er Cheftrainer an den Universitäten Auburn (bis 1997) und Alabama.